# 怪談残酷物語
『怪談残酷物語』（かいだんざんこくものがたり）は、1968年に松竹が製作・配給した、長谷和夫監督によるホラー時代劇映画である。原作は柴田錬三郎の『怪談累ヶ淵』。

## あらすじ
新左衛門は安川宗順から、多額の借り入れを行う、しかし宗順から借り入れの取り立てをされると、新左衛門は宗順を殺害した。その後深谷の家にには続々と怪奇現象や不幸が起こるようになり、遂には深谷家が取り潰されることとなる。それから数年の後、遺児である新一郎、新三もまた宗順の呪いにより怪奇な死を遂げる。

## 出演者
- 新一郎：田村正和[5]
- 豊須賀：川口小枝
- 新三：川津祐介
- はな : 賀川雪絵
- おくま : 春川ますみ
- お久 : 桜井浩子
- 深谷新左衛門 : 戸浦六宏
- 安川宗順 : 金子信雄
- 下総屋惣兵衛 : 北村英三

## スタッフ
- 監督：長谷和夫
- 製作 : 小角恒雄
- 原作：柴田錬三郎 :『怪談累ヶ淵』
- 脚本 : 成澤昌茂
- 撮影：丸山恵司
- 音楽：鏑木創
- 美術：森田郷平

## 同時上映
- 『新・いれずみ無残』